# Boris Buzančić
Boris Buzančić (Bjelovar, 13. ožujka 1929. – Zagreb, 9. listopada 2014.) bio je hrvatski glumac i političar (HDZ), prvi gradonačelnik Zagreba nakon osamostaljenja Hrvatske.

## Životopis
Glumom se počeo baviti od rane mladosti, a 1957. imao je glavnu ulogu u filmu Nije bilo uzalud. Specijalizirao se za ozbiljne uloge, u kojima je tumačio likove od autoriteta, ali mu je jedna od najpoznatijih i najpopularnijih uloga bila Dotura Vice, šaljiva splitskog gradonačelnika u TV seriji Velo misto.
Igrom slučaja Buzančić je u stvarnome životu postao gradonačelnik Zagreba nakon izbora u Hrvatskoj 1990. godine, na kojima je postao prvi potpuno demokratski (opće pravo glasa) i slobodno izabran gradonačelnik Zagreba. Buzančić je od svibnja 1990. bio po tadašnjem ustrojstvu, predsjednik Skupštine i uglavnom je imao protokolarne ovlasti, dok je stvarnu vlast imao čelnik gradske "vlade" zvane izvršno vijeće Mladen Vedriš. Buzančić je, ipak, ostao upamćen kao prvi gradonačelnik Zagreba kao metropole, što je grad službeno postao osamostaljenjem i priznanjem Hrvatske. U listopadu 1990. ponovno je postavljen spomenik banu Josipu Jelačiću, a krajem te godine počela je i obnova katedrale. Ambiciozne Buzančićeve planove s početka mandata onemogućio je rat, tijekom kojega su bombardirani Banski dvori i rubni dijelovi grada. Zagreb je postao i odredište stotina tisuća prognanika iz Hrvatske i BiH. 
Na mjestu gradonačelnika ostao je do 1993. godine, a 1992. je izabran i u Sabor, gdje je ostao do 1995. godine (Drugi saziv Hrvatskog sabora). 
Krajem 1990-ih Buzančić se povukao iz politike i ponovno posvetio glumi. Imao je zapažene uloge u filmu Maršal i TV seriji Obećana zemlja, gdje je tumačio likove inspirirane Titom i Tuđmanom.

## Filmografija

### Televizijske uloge
- "Libar Miljenka Smoje oli ča je život vengo fantažija" kao sudionik dokumentarnog serijala (2012.)
- "Obećana zemlja" kao prof. Krunoslav Mirić (2002.)
- "Operacija Barbarossa" kao profesor Gavrić (1990.)
- "Ptice nebeske" (1989.)
- "Gabrijel" kao Gabrijel (1984.)
- "Rade Končar" (1983.)
- "Nepokoreni grad" kao direktor (1982.)
- "Velo misto" kao dotur Vice (1980. – 1981.)
- "Punom parom" (1978.)
- "Nikola Tesla" kao Thomas Alva Edison (1977.)
- "Veliki i mali" (1970/71.)
- "Zlatni mladić" (1970.)
- "Maratonci" (1968.)

### Filmske uloge
- "Bella Biondina" kao Celestin (2011.)
- "Kotlovina" kao Dida (2011.)
- "Maršal" kao Jakov (1999.)
- "Četverored" kao Senjak (1999.)
- "Rusko meso" kao gospodin koji unajmi Suzanu (1997.)
- "Ne zaboravi me" (1996.)
- "Leo i Brigita" kao Leo (1989.)
- "Oficir s ružom" kao Franjo Gostruski (1987.)
- "Princezina akademija" kao Baron Von Dorkenburg (1987.)
- "Osuđeni" kao inspektor Serdar (1987.)
- "Nitko se neće smijati" kao Košutek (1985.)
- "Ljetovanje na jugu" (1984.)
- "Mala pljačka vlaka" kao austrijski major (1984.)
- "Sustanar" (1982.)
- "Tamburaši" kao Cvjetko Palin (1982.)
- "Ucjena" (1982.)
- "Puška u cik zore" (1981.)
- "Tajna Nikole Tesle" kao Robert Johnson (1980.)
- "Povratak" kao šjor Berto (1979.)
- "Usporeno kretanje" (1979.)
- "Godišnja doba (Željka, Višnja, Branka)" (1979.)
- "Živi bili pa vidjeli" kao Branko Sečan (1979.)
- "Igra u dvoje" (1978.)
- "Tomo Bakran" (1978.)
- "Usvojenje" (1978.)
- "Roko i Cicibela" kao sudac (1978.)
- "I tako dalje" kao Ivica (1977.)
- "Ancika Dumas" kao Juri (1977.)
- "Samac" (1976.)
- "Motel mjesečina" (1976.)
- "Klara Dombrovska" (1976.)
- "U vremenu rasta" (1975.)
- "Užička republika" kao Bora (1974.)
- "Kapetan Mikula Mali" kao Mathias Schultz (1974.)
- "Timon" (1973.)
- "Lenjin u Africi" (1973.)
- "Ljetni dan na otoku" (1973.)
- "Mreže" kao Saša Korda (1972.)
- "U gori raste zelen bor" kao Ivo Jurica (1971.)
- "Brak je uvijek riskantna stvar" (1970.)
- "Jana" kao Ludvik (1970.)
- "Put u raj" (1970.)
- "Ljubav i poneka psovka" kao Gile (1969.)
- "Kad čuješ zvona" kao Vjeko (1969.)
- "Poštanski sandučić" (1968.)
- "Za njegovo dobro" (1968.)
- "Agent iz Vaduza" (1968.)
- "Protest" kao šef pravne službe (1967.)
- "Kineski zid" (1967.)
- "Kravata u šarenom izlogu" (1967.)
- "Kad se setim sreće" (1967.)
- "Holiday in St. Tropez" kao Julio (1964.)
- "Slijepi kolosijek" (1964.)
- "Sablasti" (1964.)
- "Nokturno u Grand hotelu" (1964.)
- "Elizabeta Engleska" (1964.)
- "U sukobu" (1963.)
- "Ljudi i neljudi" (1963.)
- "Kandidat smrti" (1963.)
- "Srešćemo se večeras" (1962.)
- "Pustolov pred vratima" kao gospodin sa šarenim prslukom (1961.)
- "Carevo novo ruho" kao ispovjednik (1961.)
- "Treći je došao sam" (1961.)
- "Vrtlarev pas" (1961.)
- "Parnica oko magareće sjenke" (1960.)
- "Kurir Tonči - Truba" (1960.)
- "Ulica bez izlaza" (1960.)
- "Partizanske priče" (1960.)
- "Krokodil" (1960.)
- "Noći i jutra" kao Husa (1959.)
- "Stakleni paravan" (1959.)
- "H-8" kao novinar Boris (1958.)
- "U našeg Martina" (1958.)
- "Takva pjesma sve osvaja" (1958.)
- "Nije bilo uzalud" liječnik Jure (1957.)
- "Opsada" (1956.)
- "Koncert" (1954.)
- "Ciguli Miguli" kao predsjednik omladinskog saveza (1952.)

## Vanjske poveznice
- Boris Buzančić